# Campagnola Emilia
Campagnola Emilia är en ort och kommun i provinsen Reggio Emilia i regionen Emilia-Romagna i Italien. Kommunen hade 5 671 invånare (2018).